# Estrella binaria de contacto

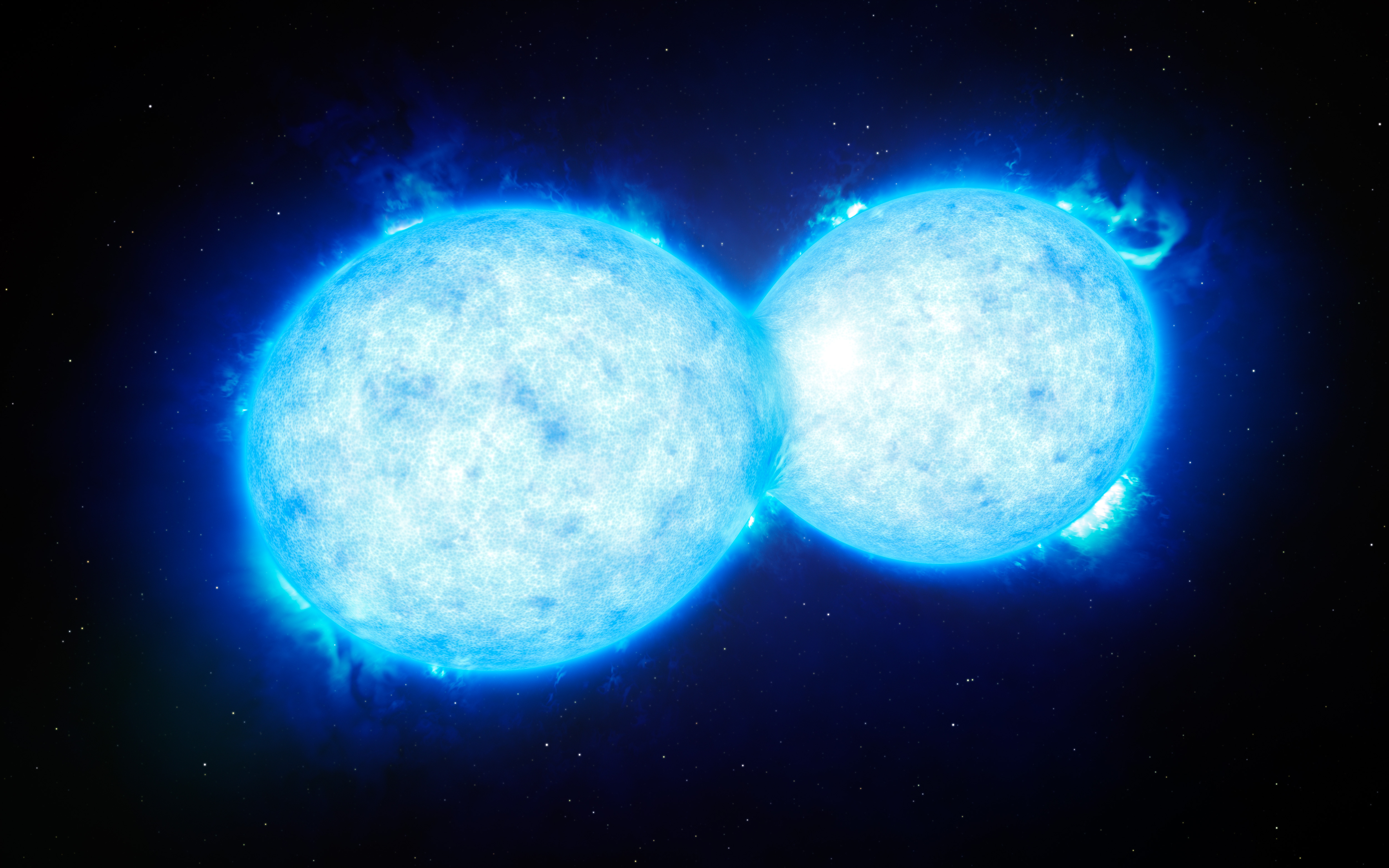
Dibujo de la estrella binaria de contacto VFTS 352.

En astronomía se denomina binaria de contacto a una estrella binaria cuyas componentes están tan próximas que llenan sus lóbulos de Roche, llegando a tocarse o a fusionarse de manera que comparten su capa exterior de gas. Un sistema binario en donde ambas componentes comparten las capas exteriores puede llamarse «binaria de sobrecontacto» (overcontact binary en inglés). Prácticamente todas las binarias de contacto son binarias eclipsantes; las binarias eclipsantes de contacto son conocidas como variables W Ursae Majoris, cuyo arquetipo es la estrella W Ursae Majoris.
En la siguiente tabla se recogen algunas binarias de contacto ordenadas según su magnitud aparente máxima:
| Nombre              | Tipo espectral de la estrella principal | Período orbital (días) | M2/M1* | Magnitud máxima | Magnitud mínima |
| ------------------- | --------------------------------------- | ---------------------- | ------ | --------------- | --------------- |
| ε Coronae Australis | F2V                                     | 0,5914                 | 0,11   | 4,74            | 5,00            |
| 44 Bootis           | G2V                                     | 0,2678                 | 0,56   | 5,80            | 6,40            |
| V2388 Ophiuchi      | F3V                                     | 0,8023                 | 0,29   | 6,25            | 6,55            |
| S Antliae           | A7V                                     | 0,6483                 | 0,87   | 6,40            | 6,92            |
| AW Ursae Majoris    | F2V                                     | 0,4387                 | 0,08   | 6,83            | 7,13            |
| HT Virginis         | F8V                                     | 0,4077                 | 0,81   | 7,06            | 7,48            |
| W Ursae Majoris     | G2V                                     | 0,3336                 | 0,47   | 7,75            | 8,48            |
| GR Virginis         | F8V                                     | 0,3470                 | 0,12   | 7,80            | 8,25            |
| AG Virginis         | A8V                                     | 0,6427                 | 0,31   | 8,35            | 8,93            |
| SV Centauri         | B2                                      | 1,6581                 | 0,84   | 8,71            | 9,98            |
| V870 Arae           | F8                                      | 0,3998                 | 0,08   | 9,00            | 9,39            |
| XY Leonis           | K2V                                     | 0,2841                 | 0,50   | 9,45            | 9,93            |
| RZ Tauri            | A8V                                     | 0,4157                 | 0,36   | 10,08           | 10,71           |
| EF Draconis         | F9V                                     | 0,4240                 | 0,16   | 10,48           | 10,82           |

* Relación fotométrica (o espectroscópica cuando no está disponible) entre las masas de ambas componentes: Masas iguales = 1.
Fuente: Pribulla, T.; Kreiner, J. M.; Tremko, J. (2003). «Catalogue of the field contact binary stars». Contributions of the Astronomical Observatory Skalnaté Pleso 33 (1). pp. 38-70.